# رامبو الحبشي
رامبو الحبشي، رواية عربية للروائي الإريتري حجي جابر. صدرت لأوّل مرة عن منشورات تكوين في عام 2021، ودخلت في القائمة الطويلة للجائزة العالمية للرواية العربية لعام 2022، المعروفة باسم «جائزة بوكر العربية».